# Upplands runinskrifter 412
Upplands runinskrifter 412 är en vikingatida runristning på ett stenblock av gnejs i Viby, Sankt Olofs socken och Sigtuna kommun. Ristningen är 1,7 gånger 1,7 meter. Runhöjden är cirka 4-8 centimeter. Ristningen är utförd av Fot.

## Inskriften
Translitterering av runraden:
× sibi × lit × rista · runaʀ · eftiʀ · orekiu · faþur · sin auk · þuri · at · bonta sin ·
Normalisering till runsvenska:
Sibbi let rista runaʀ æftiʀ Orøkiu, faður sinn, ok Þyri at bonda sinn.
Översättning till nusvenska:
Sibbe lät rista runorna efter Orökja, sin fader, och Tyre efter sin man.